# Ak Concerto no.47, 11th Movement in G Major
Ak Concerto no.47, 11th Movement in G Major è il quarto album in studio del gruppo musicale nu metal statunitense King 810, pubblicato nel 2020. 

## Tracce
1. Ak Concerto no.47 – 3:45
2. Red Queen – 4:02
3. I Am the Enemy – 4:15
4. Hellhounds – 3:24
5. Love Under Will – 4:58
6. Da Vinci Hands Pinocchio Nose – 4:02
7. Dukes – 3:57
8. House of Dust – 4:02
9. Love Bomb – 3:22
10. Suicide Machines – 3:46
11. 2a – 4:07

Durata totale: 43:40

## Formazione
- David Gunn – voce
- Eugene Gill – basso